# Han som föddes att möta mörkret
Han som föddes att möta mörkret eller Vargbröder (originaltitel: Chronicles of Ancient Darkness, även Wolf Brother) är en bokserie med fantasyinslag, skriven av den brittiska författaren Michelle Paver. Den är utgiven av förlagen Orion och Zephyr. En svensk översättning gavs ut av Bokförlaget Semic samt Månpocket. Serien består ursprungligen av sex böcker, men under 2020 släpptes en fortsättningsbok, Själslukarens barn, av sammanlagt tre. Handlingen utspelar sig för cirka 6000 år sedan under mesolitikum i norra Skandinavien och kretsar kring pojken Torak och flickan Renn, som dras in i en maktkamp med Själ-Slukarna, en grupp onda schamaner som vill härska över allt liv i Storskogen. Berättarperspektivet växlar mellan Torak, Renn och vargen Ulv.
Serien har utgivits i 36 länder och fick särskilt beröm för sin skildring av stenåldern. Försäljningssiffrorna ligger över 2,5 miljoner exemplar. Den sjätte boken, Vålnadernas berg, belönades med ett barnbokspris av The Guardian år 2010.

## Handling
Berättelsen äger rum i ett jägar-samlarsamhälle med klaner och handlar om Torak, som efter att ha förlorat sin far i en demonisk björnattack, ger sig ut på en lång färd norrut till ett berg kallat Världsandens berg. På färden möter han den övergivne vargungen Ulv (på engelska Wolf) och Renn tillhörande Korpklanen. Enligt en spådom i Korpklanen är det bara Torak som kan hitta berget och förgöra björnen. I de senare böckerna skildras en kamp med schamangruppen Själ-Slukarna som vill ta makten över allt levande i Storskogen.

## Bakgrund

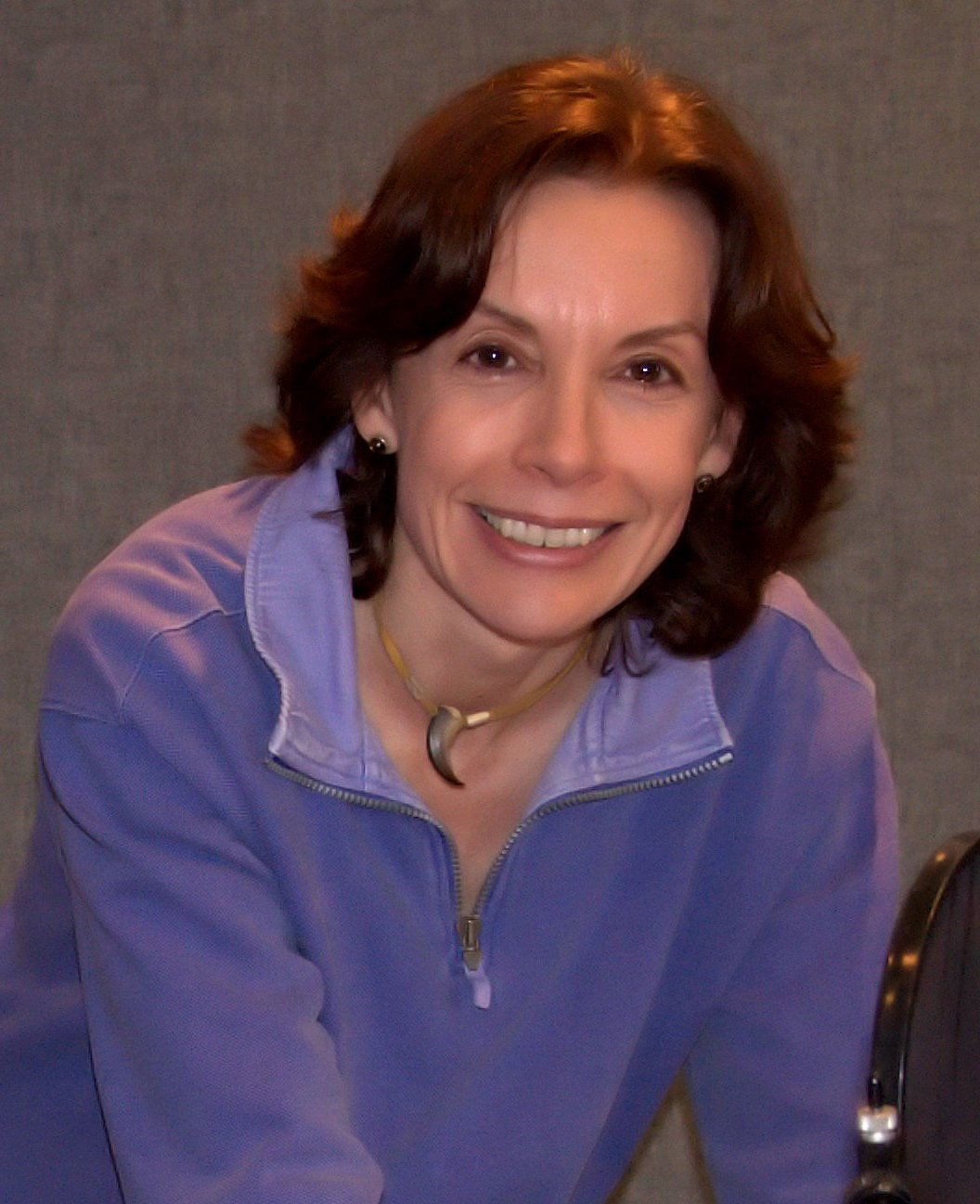
Seriens författare, Michelle Paver, år 2010.

Idén till Han som föddes att möta mörkret kom under 1980-talet när Paver studerade biokemi vid Oxfords universitet. Inför skrivandet gjorde hon ett omfattande forskningsarbete om människans levnadsvanor och kost under stenåldern. Arbetet bestod även av observationer av vargar i ett naturreservat i Berkshire och flera resor till Norden. Kontraktet för de sex första böckerna skrevs med bokförlaget Orion som betalade Paver runt 1,8 miljoner pund i förskott. Den första boken, Vargbröder, utgavs 2004.

## Utgivning
Serien har publicerats både i kartonnage och pocketupplagor. Samtliga böcker finns översatta till svenska av Birgitta Gahrton och Carina Jansson. De har också givits ut som ljudböcker med både engelskt och svenskt tal. Uppläsare var Ian McKellen respektive Tomas Bolme. I Bokjuryn blev Havets fångar och Jagad av klanerna utnämnd till den bästa boken i kategorin 10–13 år.
I mars 2019 annonserade förlagsgruppen Head of Zeus, under deras förlag Zephyr, tre fortsättningsböcker i serien. Den första fortsättningsboken blev publicerad i april 2020.
| Lista över de nio böckerna | Lista över de nio böckerna   | Lista över de nio böckerna | Lista över de nio böckerna | Lista över de nio böckerna | Lista över de nio böckerna  |
| Originaltitel              | Första utgivning på engelska | Sidor                      | Kapitel                    | Svensk titel               | Första utgivning på svenska |
| -------------------------- | ---------------------------- | -------------------------- | -------------------------- | -------------------------- | --------------------------- |
| Wolf Brother               | 27 maj 2004                  | 224                        | 32                         | Vargbröder                 | 17 maj 2005                 |
| Spirit Walker              | 7 september 2005             | 288                        | 35                         | Havets fångar              | 7 april 2006                |
| Soul Eater                 | 6 september 2006             | 272                        | 41                         | Demonernas port            | 20 mars 2007                |
| Outcast                    | 6 september 2007             | 224                        | 38                         | Jagad av klanerna          | 30 mars 2008                |
| Oath Breaker               | 4 september 2008             | 224                        | 39                         | Ondskans schaman           | 20 mars 2009                |
| Ghost Hunter               | 3 september 2009             | 245                        | 42                         | Vålnadernas berg           | 18 mars 2010                |
| Viper's Daughter           | 2 april 2020                 | 256                        | 32                         | Själslukarens barn         | 24 juli 2020                |
| Skin Taker                 | 1 april 2021                 | 256                        | 30                         | Hotet från åskstenen       | 22 juli 2021                |
| Wolfbane                   | 14 april 2022                | 242                        | 30                         | Isdemonens hämnd           | 14 juli 2022                |

## Andra medier
Efter den första bokens publicering planerades en filmatisering av regissören Ridley Scott och 20th Century Fox, men någon inspelning kom aldrig till stånd. I oktober 2013 köptes filmrättigheterna av producenten Nick Hirschkorn och hans filmbolag Feel Films. Will Davies anlitades som manusförfattare. I april 2020 rapporterades det att Kindle och Lionsgate arbetade med att producera en tv-serie baserad på böckerna.